# Alopecosa albovittata
Alopecosa albovittata este o specie de păianjeni din genul Alopecosa, familia Lycosidae. A fost descrisă pentru prima dată de Schmidt, 1895. Conform Catalogue of Life specia Alopecosa albovittata nu are subspecii cunoscute.